# Chasmophora
Chasmophora is een geslacht van kreeftachtigen uit de klasse van de Malacostraca (hogere kreeftachtigen).

## Soort
- Chasmophora macrophthalma (Rathbun, 1898)